# Think Later World Tour
Il Think Later World Tour è stato il secondo tour musicale della cantante canadese Tate McRae, a supporto del suo secondo album in studio Think Later (2023).

## Scaletta
1. Think Later
2. Hurt My Feelings
3. Uh Oh
4. What's Your Problem?
5. Feel like Shit
6. Calgary
7. Stay Done
8. Messier
9. Cut My Hair
10. Rubberband
11. Exes
12. Grave
13. Guilty Conscience
14. We're Not Alike
15. She's All I Wanna Be
16. You Broke Me First
17. Run for the Hills
18. Greedy

Il singolo it's ok i'm ok [sic], dopo la pubblicazione, è stato aggiunto alla setlist.

## Date del tour
| Data             | Città             | Stato           | Luogo                           |
| Europa           | Europa            | Europa          | Europa                          |
| ---------------- | ----------------- | --------------- | ------------------------------- |
| 17 aprile 2024   | Dublino           | Irlanda         | Olympia Theatre                 |
| 18 aprile 2024   | Dublino           | Irlanda         | Olympia Theatre                 |
| 20 aprile 2024   | Glasgow           | Regno Unito     | O2 Academy Glasgow              |
| 22 aprile 2024   | Londra            | Regno Unito     | Eventim Apollo                  |
| 23 aprile 2024   | Londra            | Regno Unito     | Eventim Apollo                  |
| 24 aprile 2024   | Manchester        | Regno Unito     | O2 Apollo Manchester            |
| 26 aprile 2024   | Wolverhampton     | Regno Unito     | Wolverhampton Civic Hall        |
| 28 aprile 2024   | Colonia           | Germania        | Palladium                       |
| 29 aprile 2024   | Amsterdam         | Paesi Bassi     | AFAS Live                       |
| 30 aprile 2024   | Anversa           | Belgio          | Lotto Arena                     |
| 2 maggio 2024    | Stoccolma         | Svezia          | Annexet                         |
| 3 maggio 2024    | Oslo              | Norvegia        | Oslo Spektrum                   |
| 4 maggio 2024    | Frederiksberg     | Danimarca       | Falkonersalen                   |
| 6 maggio 2024    | Amburgo           | Germania        | Alsterdorfer Sporthalle         |
| 7 maggio 2024    | Berlino           | Germania        | Uber Eats Music Hall            |
| 8 maggio 2024    | Praga             | Repubblica Ceca | Forum Karlín                    |
| 10 maggio 2024   | Varsavia          | Polonia         | Arena COS Torwar                |
| 12 maggio 2024   | Zurigo            | Svizzera        | Halle 622                       |
| 13 maggio 2024   | Vienna            | Austria         | Gasometer                       |
| 14 maggio 2024   | Monaco di Baviera | Germania        | Zenith                          |
| 16 maggio 2024   | Milano            | Italia          | Fabrique                        |
| 17 maggio 2024   | Parigi            | Francia         | Zénith Paris                    |
| 20 maggio 2024   | Barcellona        | Spagna          | Sant Jordi Club                 |
| 21 maggio 2024   | Madrid            | Spagna          | Palacio de Vistalegre           |
| 22 maggio 2024   | Lisbona           | Portogallo      | Coliseu dos Recreios            |
| Nord America     |                   |                 |                                 |
| 5 luglio 2024    | Calgary           | Canada          | Stampede Park                   |
| 7 luglio 2024    | Woodinville       | Stati Uniti     | Chateau Ste. Michelle           |
| 9 luglio 2024    | San Francisco     | Stati Uniti     | Bill Graham Civic Auditorium    |
| 11 luglio 2024   | Los Angeles       | Stati Uniti     | Greek Theatre                   |
| 14 luglio 2024   | Phoenix           | Stati Uniti     | Arizona Financial Theatre       |
| 17 luglio 2024   | Austin            | Stati Uniti     | Moody Amphitheater              |
| 19 luglio 2024   | Houston           | Stati Uniti     | 713 Music Hall                  |
| 20 luglio 2024   | Irving            | Stati Uniti     | Toyota Music Factory            |
| 21 luglio 2024   | Rogers            | Stati Uniti     | Walmart Arkansas Music Pavilion |
| 24 luglio 2024   | Cincinnati        | Stati Uniti     | Andrew J. Brady Music Center    |
| 27 luglio 2024   | Toronto           | Canada          | Budweiser Stage                 |
| 28 luglio 2024   | Sterling Heights  | Stati Uniti     | Michigan Lottery Amphitheatre   |
| 30 luglio 2024   | Maryland Heights  | Stati Uniti     | St. Louis Music Park            |
| 1º agosto 2024   | Minneapolis       | Stati Uniti     | Minneapolis Armory              |
| 6 agosto 2024    | Nashville         | Stati Uniti     | Ascend Amphitheater             |
| 7 agosto 2024    | Indianapolis      | Stati Uniti     | Everwise Amphitheater           |
| 9 agosto 2024    | Boston            | Stati Uniti     | MGM Music Hall at Fenway        |
| 10 agosto 2024   | Boston            | Stati Uniti     | MGM Music Hall at Fenway        |
| 11 agosto 2024   | Uncasville        | Stati Uniti     | Mohegan Sun Arena               |
| 13 agosto 2024   | Washington, D.C.  | Stati Uniti     | The Anthem                      |
| 14 agosto 2024   | Filadelfia        | Stati Uniti     | Skyline Stage                   |
| 16 agosto 2024   | Raleigh           | Stati Uniti     | Red Hat Amphitheater            |
| 17 agosto 2024   | Atlanta           | Stati Uniti     | Cadence Bank Amphitheatre       |
| 19 agosto 2024   | Holmdel           | Stati Uniti     | PNC Bank Arts Center            |
| 22 agosto 2024   | New York City     | Stati Uniti     | Madison Square Garden           |
| Asia             |                   |                 |                                 |
| 29 ottobre 2024  | Tokyo             | Giappone        | Toyosu PIT                      |
| 31 ottobre 2024  | Singapore         | Singapore       | The Star Performing Arts Centre |
| 2 novembre 2024  | Bangkok           | Thailandia      | UOB Live                        |
| 4 novembre 2024  | Quezon City       | Filippine       | New Frontier Theater            |
| Oceania          |                   |                 |                                 |
| 8 novembre 2024  | Perth             | Australia       | Red Hill Auditorium             |
| 10 novembre 2024 | Brisbane          | Australia       | Riverstage                      |
| 12 novembre 2024 | Sydney            | Australia       | Hordern Pavilion                |
| 13 novembre 2024 | Sydney            | Australia       | Hordern Pavilion                |
| 15 novembre 2024 | Adelaide          | Australia       | Adelaide Entertainment Centre   |
| 16 novembre 2024 | Melbourne         | Australia       | Margaret Court Arena            |
| 17 novembre 2024 | Melbourne         | Australia       | Margaret Court Arena            |
| 19 novembre 2024 | Auckland          | Nuova Zelanda   | Spark Arena                     |
| 21 novembre 2024 | Wellington        | Nuova Zelanda   | TSB Arena                       |